# Arlit
Arlit è un comune urbano del Niger, capoluogo del dipartimento omonimo nella regione di Agadez.
Arlit con Akokan è una località mineraria, nata a seguito della scoperta negli anni sessanta di importanti giacimenti di uranio coltivati in due miniere a cielo aperto. Nella zona a causa della carenza di controlli e la diffusione di materiali di scarto radioattivi, che vengono usati anche per la costruzione di abitazioni, si rilevano livelli diffusi alti di radiazione.